# 柳条乡
柳条乡，是中华人民共和国吉林省四平市双辽市下辖的一个乡镇级行政单位。

## 行政区划
柳条乡下辖以下地区：
清沟村、万斤村、王合村、丰宝村、小凌村、汤头村、红石村、通德村、白牛村、农阁村、柳条村、小白村、大白村、后俗村和吉兴村。